# Régensek (Hollandia)

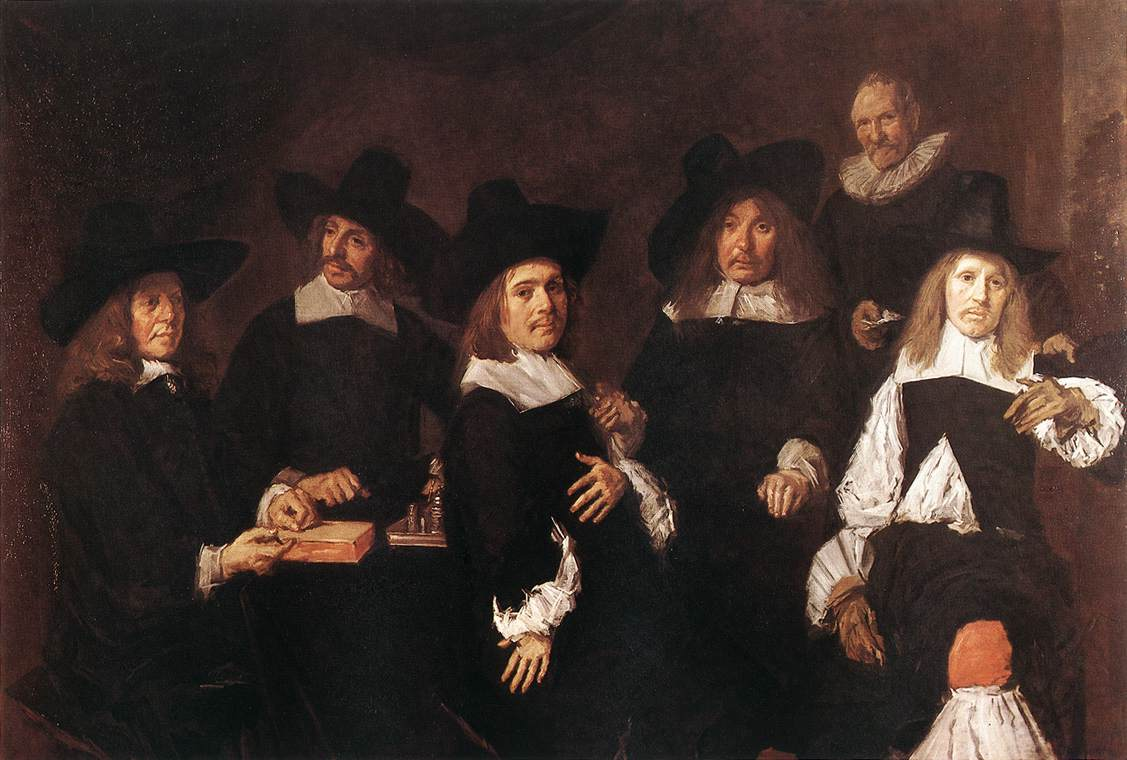
Frans Hals egy idősotthon régenseit ábrázolja ezen az általuk megrendelt csoportképen. A városok vezető polgárai irányították a jóléti intézményeket is.

A hollandiai régensek (holland nyelven regent, többesszám regenten, hozzávetőleges kiejtése „rehent”, ill. „rehenten”) az észak-németalföldi holland társadalom vezető rétegét alkották a 16–18. századok során. Ez az elnevezés vonatkozott a köztársaság vezetőire, a „városatyákra”, a városok nagypolgáraira, de a különböző jóléti szervezetek, mint az árvaházak vezetőségének tagjaira is. 
Pozíciójuk formálisan nem volt öröklődő, azonban a gyakorlatban a régensek az ókori római patriciusokhoz hasonlóan de facto uralkodó osztályt alkottak. A középkori holland városok vezető kereskedő és iparos családjaiból, a céhek vezetőiből emelkedtek ki, és fokozatosan zárt csoporttá szerveződtek. Eleinte a városok köznépe, a kiskereskedők és iparosok, a céhek tagsága még ellensúlyt tudott képezni az uralmukkal szemben, de a 15. századtól a holland városok igazgatása a régensek révén oligarchikussá vált. A régens-családok az egymás közötti megállapodások révén örökletessé tudták tenni hatalmukat az egyes városokban és az egész köztársaságban. Csak nagyobb politikai fordulatok tudták őket kimozdítani pozícióikból, mint az 1747-es és az 1785-ös forradalmak, de az ilyen fordulatok során is más „régensek”, más városi nagypolgárok kerültek hatalomra, csak éppen a győztes politikai frakciók képviselői.

## Eredetük
A holland városok általában a 13. század környékén keletkeztek. Lakosságuk a paraszti jobbágyságból származott, akik vagy földjük elvesztése miatt, vagy valamilyen szakmai specializáció, kézművesség, kereskedelem űzése révén egy, főleg földrajzi helyzete miatt városi potenciállal bíró településre költöztek. Az így fejlődő települések ügyesen használták ki az uralkodó és a nemesség közötti hatalmi harcot saját pozíciójuk megerősítésére, és a várost a középkori feudális társadalom új hatalmi elemévé tették, amelyet végül sem az uralkodó, sem a nemesség nem tudott a kezében tartani. A sok háború a nemességnek és a főuraknak is rengeteg pénzbe került, és a vagyonuk gyakran nem volt elegendő zsoldosok fizetésére vagy saját hadseregük megfelelő felszerelésére. Az egyetlen másik lehetséges pénzforrás a növekvő városokban feltörekvő kereskedő osztály volt, akiktől csak bizonyos feltételekkel kaphattak pénzt. Az uralkodónak nyújtott ezen anyagi támogatás fejében a települések így városi jogokat, kiváltságokat és bizonyos fokú autonómiát, függetlenséget szereztek.
A városok vezetőit, a bírákat eleinte az uralkodó nevezte ki a közigazgatási, igazságszolgáltatási és végrehajtói feladatok ellátására. Hollandiában nevük schout volt, ami nagyjából megfelelt a német nyelvterület
Schultheiss tisztségének, illetve az utóbbiból származó magyarországi soltész pozíciónak. A városok növekvő autonómiája, a tehetős polgárság kialakulása révén a városok igazgatása egyre inkább átcsúszott az uralkodó által kijelölt bíró helyett vagy mellett az általában a gazdag kereskedők közül a helyiek által kiválasztott tanácsnokok közössége, kollégiuma (nemzetközileg is használatos holland szóval a vroedschap) kezébe. A Hollandiában fennmaradt mondás szerint ezeket a vezetőket a város legbölcsebb, legtekintélyesebb és leggazdagabb polgárai közül kellett kiválasztani. A gazdag emberekről azt tartották, hogy vagyonuk megszerzésével bizonyították képességeiket a vezetésre, érdekükben állt a helyi társadalmi béke fenntartása, másrészt pedig remélni lehetett, hogy nem szorulnak rá a városok közös vagyonának megdézsmálására.

## Felemelkedésük

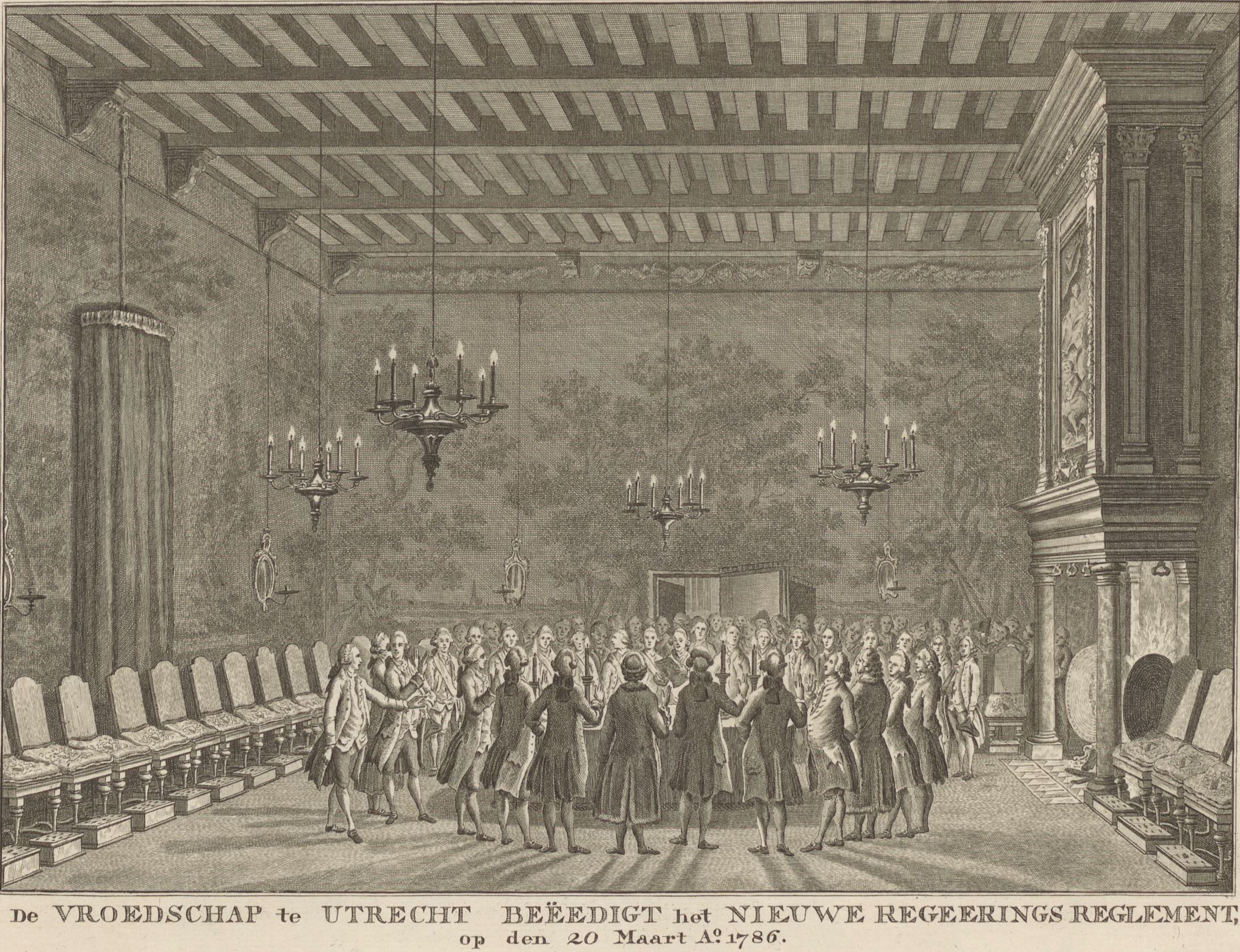
Egy késői vroedschap, az utrechti polgári vezető testület 1786-ban

Burgundia és a Habsburgok vetélkedése a Németalföld feletti hatalomért a 16. század első feléig megkönnyítette a helyi városok és vezető rétegük felemelkedését, önállósulását, hiszen az uralkodóknak nagy szükségük volt a gazdag polgárok anyagi támogatására. A városok vezetői ezzel párhuzamosan egyre nagyobb hatalmat gyakorolhattak saját városuk és annak lakói felett. Igyekeztek elzárni a saját családjaik alkotta csoportjukat a többi polgártól, gátolva azok felemelkedését, vetélytárssá válását. Bár néhány városban a céhek révén az egyszerű polgárság még beleszólhatott a városi tanács megválasztásába, a legtöbb városban már kizárták őket a döntéshozatalból. A vroedschap főként a leggazdagabb kereskedőkből, polgárokból tevődött össze.
A vroedschap jelölt minden évben a polgármester és tanácsnokai tisztségére. Ezeket a tisztségeket csak egy évig töltötték be, azonban jelölőik, a „régensek” pozíciója életre szóló volt a vroedschapon belül; ez utóbbiba csak különleges esetekben, kooptációval vettek fel új tagokat. A városok vezető családjai egymás közötti házasságokkal is szilárdították helyzetüket. Jellemző példa az akkoriban még az észak-hollandiai városokhoz hasonló utat járó flandriai Gent városa, amely 1250 körül mintegy 60 000 lakossal Európa egyik legnagyobb metropolisza volt. A közösség vezetését 39 család tartotta a kezében, akik senki mást nem engedtek maguk közé, lett légyen az gazdag vagy tehetséges, hanem szigorúan zárt közösséget alkottak, amit maguk is XXXIX-eknek neveztek. 
Míg a régensek megszilárdították hatalmi állásukat városaikban az alulról jövő kihívásokkal szemben, a Spanyolország elleni holland felkelés révén megszabadultak a felülről jövő ellenőrzéstől is. 1581-ben hűbérurukat, II. Fülöp spanyol királyt megfosztották hatalmától. Tettek néhány kísérletet külföldi uralkodók kiválasztására, de ezek kudarcosak maradtak. 1588 az észak-holland tartományok gyűlése, a Staten-Generaal kinyilvánította szuverenitását. Ettől kezdve a városok „régensei” de facto és de jure egyaránt a köztársaság vezetői lettek. Egyes időszakokban helytartókat (stadhouder) választottak, akik általában saját hatalmuk növelésére és a régensek kordában tartására törekedtek, de hosszú időszakokban helytartó sem volt, ezekben az időkben a régensek hatalmát csak a saját körükben és a városaik között folyó politikai küzdelmek korlátozták.
A 17. század folyamán a Köztársaság Európa egyik leggazdagabb és leghatalmasabb nemzetévé fejlődött. Ennek a hatalomnak az alapját a régensek képezték, akik e jólét ellenére is megőrizték polgári értékeiket.